# Filmes de 1943 da Paramount Pictures
Em 1943, a Paramount Pictures lançou um total de 27 filmes.

## Destaques
As produções mais significativas foram:
- Dixie, comédia musical com Bing Crosby no papel de Dan Emmett, o autor da canção que se tornou o hino dos estados do sul dos EUA
- Five Graves to Cairo, aclamado drama escrito (com Charles Brackett) e dirigido por Billy Wilder, uma "soberba história de espionagem, com um suspense vibrante"[1]
- For Whom the Bell Tolls, épico de sucesso ambientado na Guerra Civil Espanhola, baseado no romance de Ernest Hemingway, recebeu nove indicações para o Oscar
- Happy Go Lucky, comédia musical leve e escapista, tola e engraçada, uma frivolidade coerente com os tempos de guerra[1]
- No Time for Love, comédia romântica com diálogos inteligentes e um quê de sofisticação, graças aos astros Fred MacMurray e Claudette Colbert e ao diretor Mitchell Leisen
- So Proudly We Hail!, um tributo às enfermeiras americanas na guerra, grande sucesso popular estrelado por Claudette Colbert, Paulette Goddard e Veronica Lake

## Prêmios Oscar
Décima sexta cerimônia, com os filmes exibidos em Los Angeles em 1943:
| Filme                                   | Indicações | Premiações                               |
| --------------------------------------- | --- | ---------------------------------------- |
| Amphibious Fighters                     | Curta-Metragem em Live Action (1 bobina) | Curta-Metragem em Live Action (1 bobina) |
| Five Graves to Cairo                    | Fotografia (preto e branco) Direção de Arte/Decoração de Interiores (preto e branco) Montagem | ---                                      |
| 500 Hats of Bartholomew Cubbins         | Curta-Metragem de Animação | ---                                      |
| For Whom the Bell Tolls                 | Filme Ator (Gary Cooper) Atriz (Ingrid Bergman) Ator Coadjuvante (Akim Tamiroff) Atriz Coadjuvante (Katina Paxinou) Fotografia (em cores) Direção de Arte/Decoração de Interiores (em cores) Montagem Trilha Sonora (filme dramático ou comédia) | Atriz Coadjuvante                        |
| Mardi Gras                              | Curta-Metragem em Live Action (2 bobinas) | ---                                      |
| Riding High                             | Gravação de Som | ---                                      |
| So Proudly We Hail!                     | Atriz Coadjuvante (Paulette Goddard) Roteiro Original Fotografia (preto e branco) Efeitos Especiais | ---                                      |
| Star Spangled Rhythm (produção de 1942) | Canção Trilha Sonora (filme musical) | ---                                      |

### Prêmios Especiais ou Técnicos
- George Pal: Prêmio Especial (placa, substituída por estatueta em 1967) "pelo aperfeiçoamento de novos métodos e técnicas na produção dos curtas conhecidos como Puppetoons"[2], dos quais é exemplo 500 Hats of Bartholomew Cubbins
- Farciot Edouart, Earle Morgan, Barton Thompson e os Departamentos de Engenharia e Diapositivos da Paramount: Prêmio Científico ou Técnico (Classe II - Placa), "pela criação e aplicação prática à produção cinematográfica de um método de reproduzir e ampliar fotografias de cor natural, transferindo as emulsões da imagem para uma placa de vidro e projetando esses slides por meio de equipamento estereóptico especialmente criado para isso"[2]
- Farciot Edouart e o Departamento de Diapositivos da Paramount: Prêmio Científico ou Técnico (Classe III - Certificado de Menção Honrosa), "pela criação de um timer elétrico automático para movimentação de diapositivos"[2]

## Os filmes de 1943
| Título original                                 | Título PT/BR             | Título PT/PT             | Astros                              | Diretor                  |
| ----------------------------------------------- | ------------------------ | ------------------------ | ----------------------------------- | ------------------------ |
| Aerial Gunner                                   |                          |                          | Chester Morris, Richard Arlen       | William Pine             |
| Alaska Highway                                  | Estrada da Vitória       |                          | Richard Arlen, Jean Parker          | Frank MacDonald          |
| China                                           | Irmãos em Armas          |                          | Alan Ladd, Loretta Young            | John Farrow              |
| The City That Stopped Hitler: Heroic Stalingrad |                          |                          | Documentário soviético              | John Wexley (roteirista) |
| The Crystal Ball                                | A Bola de Cristal        | As Ruivas São Perigosas  | Paulette Goddard, Ray Milland       | Elliott Nugent           |
| Dixie                                           | A Canção de Dixie        | Dixie                    | Bing Crosby, Dorothy Lamour         | Edward Sutherland        |
| Five Graves to Cairo                            | Cinco Covas no Egito     | Cinco Covas no Egipto    | Franchot Tone, Anne Baxter          | Billy Wilder             |
| For Whom the Bell Tolls                         | Por Quem os Sinos Dobram | Por Quem os Sinos Dobram | Gary Cooper, Ingrid Bergman         | Sam Wood                 |
| The Good Fellows                                |                          |                          | Cecil Kellaway, Mabel Paige         | Jo Graham                |
| Happy Go Lucky                                  | Caçadora de Marido       | Caçadora de Maridos      | Mary Martin, Dick Powell            | Curtis Bernhardt         |
| Henry Aldrich Gets Glamour                      | A Tentação das Garotas   |                          | Jimmy Lydon, Charles Smith          | Hugh Bennett             |
| Henry Aldrich Haunts a House                    | Henry na Casa da Múmia   |                          | Jimmy Lydon, Charles Smith          | Hugh Bennett             |
| Henry Aldrich Swings It                         |                          |                          | Jimmy Lydon, Charles Smith          | Hugh Bennett             |
| High Explosive                                  |                          |                          | Chester Morris, Jean Parker         | Frank MacDonald          |
| Hostages                                        | Reféns                   |                          | Luise Rainer, Arturo de Cordova     | Frank Tuttle             |
| Lady Bodyguard                                  |                          |                          | Anne Shirley, Eddie Albert          | William Clemens          |
| Let's Face It                                   | O Caradura               | O Cara Dura              | Bob Hope, Betty Hutton              | Sidney Lanfield          |
| Minesweeper                                     |                          |                          | Richard Arlen, Jean Parker          | William Berke            |
| Night Plane from Chungking                      | Missão Secreta na China  |                          | Robert Preston, Ellen Drew          | Ralph Murphy             |
| No Time for Love                                | Sem Tempo Para Amar      | Não Me Fales de Amor     | Claudette Colbert, Fred MacMurray   | Mitchell Leisen          |
| Riding High                                     | Sultana de Sorte         | A Sultana de Sorte       | Dorothy Lamour, Dick Powell         | George Marshall          |
| Salute for Three                                |                          |                          | Betty Rhodes, Macdonald Carey       | Ralph Murphy             |
| So Proudly We Hail!                             | Legião Branca            | A Legião Branca          | Claudette Colbert, Paulette Goddard | Mark Sandrich            |
| Submarine Alert                                 |                          |                          | Richard Arlen, Wendy Barrie         | Frank MacDonald          |
| Tornado                                         |                          |                          | Chester Morris, Nancy Kelly         | William Berke            |
| True to Life                                    | Dois Solteiros em Apuros |                          | Franchot Tone, Dick Powell          | George Marshall          |
| Young and Willing                               | Clube dos Inocentes      |                          | William Holden, Eddie Bracken       | Edward H. Griffith       |